# Кимолос
Кимолос (грчки грч. ) је једно острва у групацији Киклада у Грчкој. Управно острво припада округу Милос у оквиру Периферије Јужни Егеј, где са оближњим острвцима чини засебну општину. 

## Природни услови
Кимолос је једно од острва Киклада средње величине, удаљено око 180 km југоисточно од Атине. Острво је слабо разуђено и планинско у већем делу. Клима је средоземна и веома сушна. Биљни и Животињски свет су такође особени за ову климу, а од гајених култура доминира маслина.

## Историја
За Кимолос, као и за целокупне Кикладе, је необично важно раздобље касне праисторије, тзв. Кикладска цивилизација, зависна и блиска Критској. Током старе Грчке Кимолос је био веома важном делу Грчке и припадао је античкој Атини. После тога острвом је владао стари Рим, а затим и Византија. 1204. г. после освајања Цариграда од стране Крсташа Киклади потпадају под власт Млечана, под којима остају вековима, до средине 16. века, када нови господар постаје османско царство. Иако становништво Кимолоса није било превише укључено у Грчки устанак 20их година 19. века, оно је одмах припало новооснованој Грчкој. Међутим, у 20. веку долази до исељавања месног становништва. Последњих деценија ово је донекле умањено развојем туризма.

## Становништво
Главно становништво на Кимолосу су Грци. Кимолос спада у најређе насељена острва међу значајинијим острвима Киклада.

## Привреда
Привреда Кимолоса се заснива на туризму и поморству, а мање на традициналној пољопривреди (јужно воће, маслине).